# Jewgeni Nikolajewitsch Korendjassow
Jewgeni Nikolajewitsch Korendjassow (russisch Евгений Николаевич Корендясов; geboren am 10. April 1936) ist ein sowjetischer und später russischer Diplomat und Übersetzer aus dem Französischen.
Er ist Absolvent des Moskauer Staatlichen Instituts für Internationale Beziehungen (MGIMO) des Außenministeriums der UdSSR (1960). Vom 21. August 1987 bis zum 2. November 1992 war er Außerordentlicher und Bevollmächtigter Botschafter der UdSSR, dann (seit 1991) der Russischen Föderation in Burkina Faso. Vom 1. Juli 1996 bis zum 24. November 2000 war er Außerordentlicher und Bevollmächtigter Botschafter der Russischen Föderation in Mali und Niger. Er besitzt den diplomatischen Rang eines Außerordentlichen und Bevollmächtigten Botschafters (1991).
Korendjassow ist verheiratet, er hat eine Tochter und einen Sohn.